# Teaser and the Firecat
Teaser and the Firecat är ett musikalbum av Cat Stevens som släpptes i september 1971 på Island Records. Vinylutgåvorna släpptes ursprungligen med ett utvikskonvolut med låttexterna och en bild på Stevens på insidan. Skivan blev en stor framgång både i USA och Storbritannien och det innehåller tre av hans mest kända låtar, Morning Has Broken, Moonshadow och Peace train. År 2008 släpptes en "deluxe-version" av albumet med en extra cd där demoversioner av vissa låtar fanns.

## Låtlista
1. "The Wind"
2. "Rubylove"
3. "If I Laugh"
4. "Changes IV"
5. "How Can I Tell You"
6. "Tuesday's Dead"
7. "Morning Has Broken"
8. "Bitterblue"
9. "Moonshadow"
10. "Peace Train"

## Listplaceringar
| Lista (1971-1972) | Position             |
| ----------------- | -------------------- |
| Australien        | 1 (Go Set)           |
| Italien           | 14 (Musica e Dischi) |
| Kanada            | 2 (RPM)              |
| Norge             | 2 (VG-lista)         |
| Storbritannien    | 2 (UK Albums Chart)  |
| USA               | 2 (Billboard 200)    |
| Västtyskland      | 23                   |